# Рианс
 Тази статия е за града във Франция.  За кантона вижте Рианс (кантон).  
Рианс (на френски: Rians) е град в югоизточна Франция, административен център на кантона Рианс в департамент Вар на регион Прованс-Алпи-Лазурен бряг. Населението му е 4264 души (по данни от 1 януари 2016 г.).
Разположен е на 385 m надморска височина в подножието на планината Сент Бом, на 27 km североизточно от Екс ан Прованс и на 45 km североизточно от Марсилия. Селището е известно от Средновековието, когато е владение на виконтите на Марсилия, а през 1657 година става седалище на маркизат.